# Cromer-mellemistiden
Cromer-mellemistiden (Aftonian-mellemistiden i USA, Günz-Mindel-mellemistiden i Alperne) er en mellemistid som varede 850.000-465.000 år siden. Det er imidlertid en forsimplet fremstilling at opfatte Cromer som en simpel mellemistid på linje med f.eks. Eem-mellemistiden. Man taler derfor i stigende grad om Cromer-komplekset som bestående af hele 3-4 mindre istider og 4-5 varmeperioder – mellemistider.

De ældste danske mellemistids-aflejringer stammer fra Harreskov mellemistid i Cromer. Herfra kendes bl.a. Elm, Taks, Vedbend og Kristtorn samt danmarks ældste pattedyrsfund, en del af venstre pandeben fra en Kronhjort.
Den primitive stenalderkultur, Oldowan-kulturen, kom til det gegrafiske område Europa ca. 1 mio. år før nu.